# Pârâul Furnicilor
Pârâul Furnicilor este un curs de apă, afluent al râului Gilort. 

## Hărți
- Harta Munților Parâng [nefuncțională – arhivă]